# Dorfkirche Rothschönberg

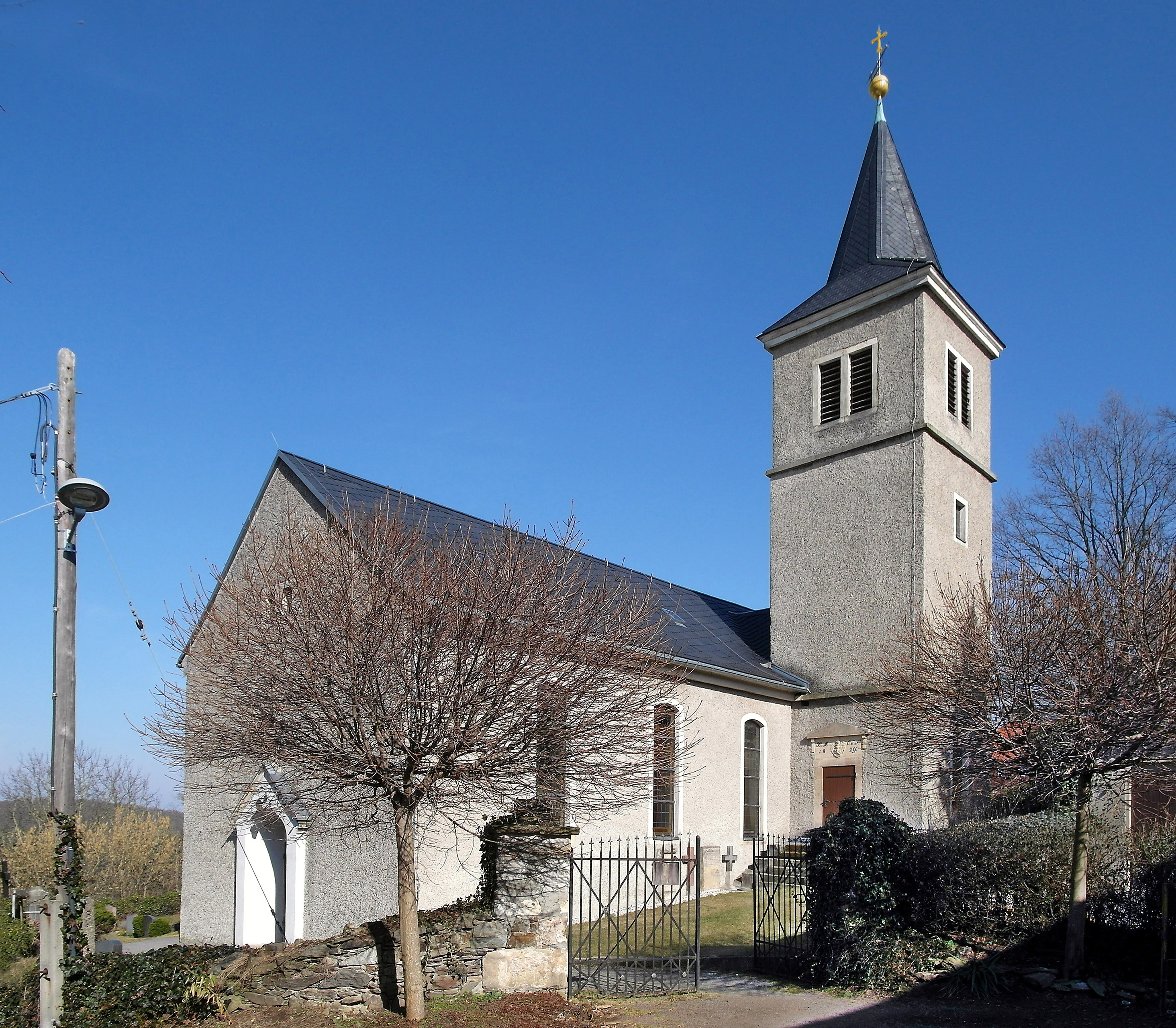
Dorfkirche Rothschönberg (Klipphausen)

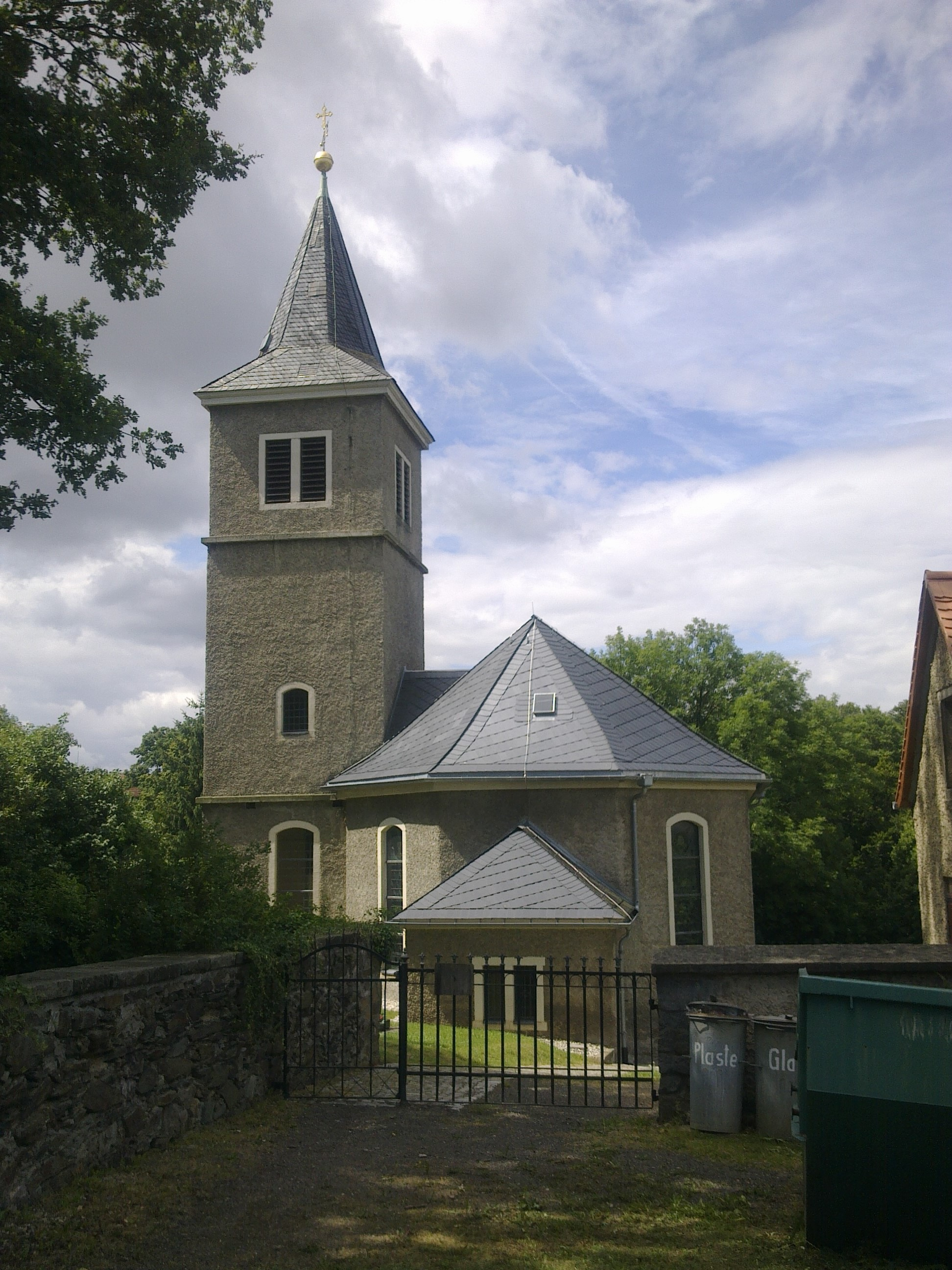
Ostansicht

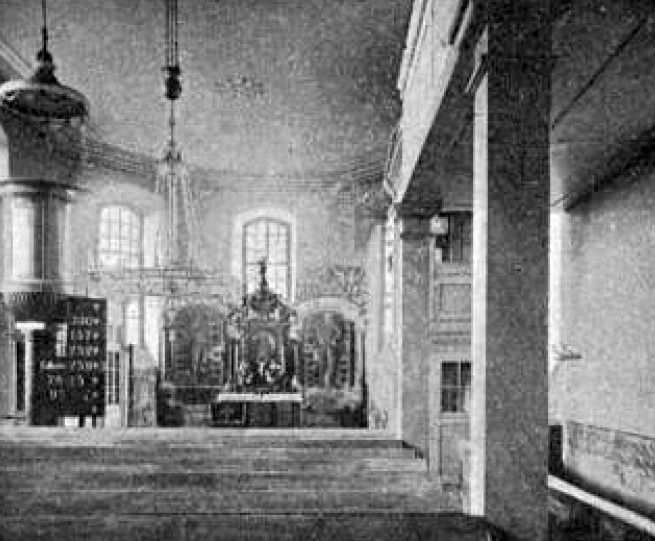
Innenansicht um 1902

Die evangelische Dorfkirche Rothschönberg ist eine klassizistische Saalkirche im Ortsteil Rothschönberg von Klipphausen im Landkreis Meißen in Sachsen. Sie gehört zur Kirchengemeinde Deutschenbora-Rothschönberg im Kirchenbezirk Meißen-Großenhain der Evangelisch-Lutherischen Landeskirche Sachsens.

## Geschichte und Architektur
Die schlichte Saalkirche wurde im Jahr 1829 unter Einbeziehung von Teilen des spätgotischen Vorgängerbauwerks erbaut; Umgestaltungen des Äußeren und des Inneren erfolgten 1883 sowie danach durch Woldemar Kandler, eine Außenrestaurierung im Jahr 1991.
Das Bauwerk ist ein Putzbau mit dreiseitigem Ostschluss, flach geneigtem Satteldach und Stichbogenfenstern; das Eingangsportal liegt im Westen. Ein breiter Turm mit Knickhelm, dessen klassizistisches Eingangsportal mit den Initialen des Patronatsherren und der Jahreszahl 1829 akzentuiert das Bauwerk. Der Turmaufsatz trägt eine Spitze aus dem Jahr 1883.
Im Innern ist das Bauwerk ein schlichter, flachgedeckter Saal mit einer Orgelempore im Westen. Auf der Südseite des Chores ist die Herrschaftsempore angebracht, die in das erste Turmobergeschoss eingreift.

## Ausstattung
Auf der spätgotischen Altarmensa aus dem Vorgängerbauwerk erhebt sich ein reicher frühbarocker, ebenfalls aus der alten Kirche stammender Epitaphaltar der Freiberger Schule, der einen schwarz und golden gefassten Architekturaufbau aus Holz zeigt. Die polychromen Reliefs und Figuren erinnern an Hans Dietrich von Schönberg († 1622) und Maria Agnes von Ponickau († 1631) und wurden vermutlich von Bernhard Diterich um 1622 geschaffen. Die Triumphbogenarchitektur zeigt im Bogenfeld zwischen den Säulen ein ausdrucksstarkes Relief mit einer Darstellung des Abendmahls in einem Architekturraum. Die vorderen Figuren sind nahezu vollplastisch. Auf dem Gebälk ist ein Relief mit der Kreuzigungsdarstellung in einem Rahmen im Knorpelstil zu sehen, die von zwei Posaunenengeln flankiert wird. Als Abschluss dient eine Figur des segnenden Salvator mundi: An den Seiten des Triumphbogens ist je ein Flügel mit einer kleineren Säulenstellung angeordnet, dazwischen befinden sich Inschrifttafeln, die sich auf Hans Dietrich und Maria Agnes beziehen. Beide erscheinen als kniende Statuetten in Gebetshaltung auf flachen Voluten. Zwischen den Voluten ist eine Kartusche mit Rahmen in Knorpelwerk angeordnet, deren lateinische Inschrift die Stifterin des Altars, Rachael von Einsiedel, die zweite Gemahlin des Hans Dietrich von Schönberg nennt; letztere ist als Statuette neben Maria Agnes dargestellt, darüber hinaus zwei Töchter. Vor dem Altar befindet sich ein Eisengitter mit der Jahreszahl 1793.
Hinter dem Altar erinnern zwei Grabdenkmäler in symmetrischer Aufstellung von 1883 an Kaspar Dietrich von Schönberg († 1673) und Hans Heinrich von Schönberg († 1718), als kraftvolle, farbig gefasste barocke Gegenstücke aus Sandstein. Die Verstorbenen sind in Hochrelief in voller Rüstung stehend mit pathetischem Ausdruck gezeigt und sind von Säulenstellungen mit Segmentgiebelaufsätzen gerahmt. Weitere Denkmäler aus Sandstein wurden gesetzt für Elisabeth von Schönberg († 1580) in Flachrelief mit langem Mantel, für Maria Isabella von Schönberg († 1698) für oben genannte Hans Heinrich und Kaspar Dietrich, die zweite Denkmäler besitzen, für Maria Elisabeth († 1690) und Karl Rudolph von Schönberg († 1677), für Charlotte Wilhelmine von Schönberg († 1790) und Nikolaus von Schönberg († 1592) mit langem Vollbart, schließlich zwei Bronzetafeln mit den Jahreszahlen 1611 und 1622.
Die Orgel ist ein Werk von Eule Orgelbau aus dem Jahr 1907 mit 13 Registern auf zwei Manualen und Pedal.